# Kondar
Kondar (arabe : كندار) est une ville du Sahel tunisien située à une trentaine de kilomètres au nord-ouest de Sousse.
Rattachée au gouvernorat de Sousse, elle constitue une municipalité comptant 3 804 habitants en 2014 ; elle est aussi le chef-lieu de la délégation du même nom.